# Привітне (Чернігівський район)
Приві́тне — село в Україні, у Козелецькій селищній громаді Чернігівського району Чернігівської області. Населення становить 132 особи. До 2016 року орган місцевого самоврядування — Омелянівська сільська рада.

## Історія
Село не показане не лише на радянській топографічній карті 1931 року, а й не значиться у довіднику адміністративного поділу УРСР 1947 року. Вочевидь, село Привітне засноване у 1950—1960-х роках.
13 жовтня 2016 року, в ході децентралізації, село Привітне Омелянівської сільської ради увійшло до складу Козелецької селищної громади Козелецького району.
12 червня 2020 року, відповідно до розпорядження Кабінету Міністрів України № 730-р, затверджений склад Козелецької селищної громади
19 липня 2020 року, в результаті адміністративно-територіальної реформи та ліквідації Козелецького району, село увійшло до складу Чернігівського району.

## Населення

### Мова
Розподіл населення за рідною мовою за даними перепису 2001 року:
| Мова       | Кількість | Відсоток |
| ---------- | --------- | -------- |
| українська | 167       | 97.66%   |
| російська  | 4         | 2.34%    |
| Усього     | 171       | 100%     |